# زريران
زريران قرية بينها وبين بغداد سبعة فراسخ على جادة الحاج إذا ارادوا الكوفة من بغداد، وتقع على دجلة، بجانبها الغربي، وتقابلها على الجانب الشرقي قرية المدائن و إيوان كسرى. ومما يذكر انه سنة 642ه‍، عندما عزم الخليفة المستعصم بالله لملاقاة أُمِّه العائدة من الحج، وما منعه عن ملاقاتها الا مرض الم به، فتقدم إلى كافة أرباب المناصب بملاقاتها في فراشا، فساروا حتى لقوا السرادقات قد نصبت في زريران. زريران اليوم قد زال اسمها، حيث توجد عدة قرى اقيمت حول هذا الموضع، وهي تدار اداريا من قبل ناحية الرشيد التابعة إلى قضاء المحمودية التابع إلى محافظة بغداد.

## الأعلام
- الامام العلامة تقي الدين أبي بكر عبد الله بن محمد الزريراني (668-729ه‍).[6]له مصنف، فتوى في إستحقاق الأب حضانة بنت سبع سنين دون الأم.[7]
- شرف الدين عبد الرحيم بن عبد الله بن محمد الزريراني الحنبلي (ت 741ه‍)، له مصنف، إيضاح الدلائل في الفرق بين المسائل.[8]
- علي بن البهاء بن عبد الحميد بن البهاء بن إبراهيم بن محمد العلاء الزريراني البغدادي، ويعرف بالعلاء ابن البهاء، ولد حوالي 818ه‍،، وكان مجاوراً لمكة سنة 890ه‍.[9]

## وصفها
عند قدوم ابن جبير إلى بغداد، على درب الحج العراقي، بعد ان ادى فريضة الحج بمكة، فقد نزل ركب الحجيج بقرية زريران، فقام ابن جبير بوصفها حيث قال: «هي من احسن قرى الأرض، وأجملها منظراً، وأفسحها ساحة، وأوسعها إختطاطاً، وأكثرها بساتين ورياحين وحدائق ونخيل، وكان بها سوق تقصر عنه أسواق المدن، وحسبك من شرف موضوعها (يقصد موضعها)، ان دجلة تسقي شرقيها، والفرات يسقي غربيها، وهي كالعروس بينهما، والبسائط والقرى والمزارع متصلة بين هذين النهرين الشريفين المباركين».